# Sriyani Kulawansa
Mohotti Arachchilage Sriyani Kulawansa-Fonseca (1 de março de 1970) é uma antiga atleta do Sri Lanka, que foi campeã asiática e vice-campeã da Commonwealth em 100 metros com barreiras. Alcançou um recorde pessoal de 12.91 s, quanto antigiu os quartos-de-final dos Jogos Olímpicos de 1996, em Atlanta.
Também foi praticante de salto em altura, onde conseguiu um máximo pessoal de 1,71 m, obtido em 1991.